# Test di Aschheim-Zondek
Il test di Aschheim-Zondek (AZR, dal tedesco Aschheim-Zondek-Reaktion) è uno dei primi test di gravidanza mai concepiti e ora in disuso.

## Eponimo
Il test prende il  suo nome dai due ginecologi che lo misero a punto: Selmar Aschheim (1878-1965) e Bernhard Zondek (1891-1966)

## Procedura
Si basa sull'osservazione che quando l'urina di una donna ai primi mesi di gravidanza viene inoculata in una femmina immatura di topo, le sue ovaie si ingrandiscono e mostrano segni di maturazione follicolare.

## Affidabilità
Il test era considerato affidabile, con un margine d'errore minore del 2%.